# Brachygastra propodealis
Brachygastra propodealis är en getingart som beskrevs av Joseph Charles Bequaert 1942.
Brachygastra propodealis ingår i släktet Brachygastra och familjen getingar. Inga underarter finns listade.